# بمبوطية

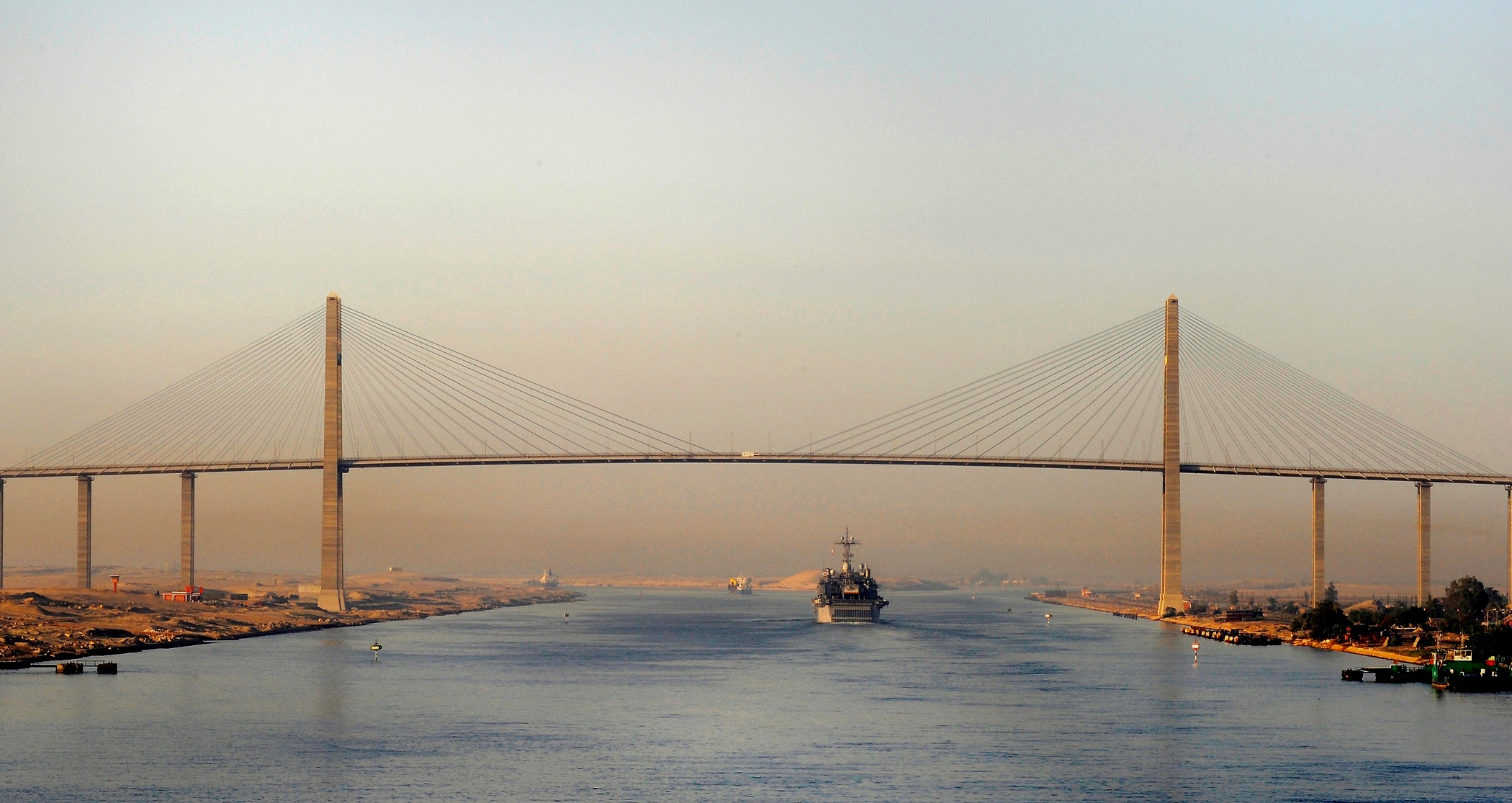

البمبوطية هم تجار البحر الذين يعملون على المراكب مع السفن العابرة في قناة السويس. كلمة البمبوطية إنجليزية الأصل (مان بوت) أو رجل القارب (bumboat)  يعنى قارب صغير ، و قد عرفت مدن القناة تلك المهنة منذ افتتاح القنال عام 1869 فكان بعض أبناء المدن يتجهون إلى الموانئ وفور رؤيتهم لسفينة ترابط يتجهون لها بمراكب صغيرة يبيعون ما معهم من بضائع، وكان الأجانب فور رؤيتهم يسعدون ويقولون (bumboat) ويأخذون ما معهم من بضائع وأنتيكات وتحف ويعطونهم بعض الهدايا من الملابس أو الأجهزة الكهربائية أو النقود في بعض الأحيان. البمبوطية يتقنون عدة لغات يتعاملون بها مع السياح والسفن، الأجنبية العابرة لقناة السويس رغم أن غالبيتهم لم يحصلوا على أية شهادة دراسية ومع ذلك اتقنوا اللغة و برعوا في التجارة والبيع والشراء فوق السفن.

## طبيعة البضائع
ومنذ نشأة المهنة مع بداية افتتاح قناة السويس ومرور السفن من كل الجنسيات بها، كانت البضائع التي يحرص البمبوطي على حملها وبيعها فواكه وأطعمة ومياه، إلا أنه سريعا ما تغيرت طبيعة السلع التي يحملها البمبوطي على قاربه ليبيعها لركاب السفن والمراكب المرابطة بالميناء حيث أصبحت سلعا تراثية مثل المتداولة في خان الخليلي والبازارات.
ولم تشهد مهنة البمبوطية تغيرا فقط في نوعية السلع بل وصل التغير لطبيعة عمل البمبوطي نفسه، كما تغيرت أدوات عمل البمبوطي حيث كان البمبوطي يحمل بضائعه الشرقية من أسواق بورسعيد ويذهب على «الحمار» إلى الرصيف الذي تنتظر عليه السفينة، إما أن يبيعها مقابل عملات أجنبية أو يقايضها ببضاعة أخرى مع البحارة أو السياح. وتطورت وسيلة نقل البضائع من الحمار إلى «التروسيكل» ثم القوارب الخشبية الصغيرة وكانت تسمى الواحدة منها «فلوكة» حتى وصلت إلى الوسيلة الحالية وهي «اللنش البحري».

## طريقة البيع
البمبوطية لديهم ثلاثة طرق للوصول وبيع بضائعهم، فبعضهم ينتظر وصول السياح إلى رصيف ميناء بورسعيد حيث يتم عرض بضائعهم بفرشها على رصيف الميناء. لكن أغلبية السفن والناقلات الراسية بالميناء والبعيدة عن الرصيف يتم الوصول إليها بقوارب صغيرة يستقلها البمبوطي حتى الوصول لسلم السفينة فيعتليه للوصول إلى سطح السفينة حاملا بضائعه في حقيبة جلدية معلقة على الظهر. وما إن يصل إلى سطح السفينة حتى يقوم بعرض بضائعه في فترة زمنية لا تتعدى ثلاث ساعات تقريبا وهي فترة رسو السفينة بالميناء لتستكمل رحلة إبحارها.

## رقصة البمبوطية
أصبح للبمبوطى شخصية خاصة بهذه المهنة وطريقته في الحركة تميزه عن باقى المهن، ومن هنا جاءت رقصة البمبوطىّ التي تشكّل من خلال مجموعة من الحركات والخطوات تجسيداً لهذه الشخصية، وهي معروفة في المدن الساحليّة، وتعبّر عن الواقع اليوميّ لأهل البحر وطقوسهم واحتفالاتهم بيوم العمل والرزق، حيث يردّدون على أنغام السمسميّة كلمات بسيطة ومعبّرة، منها «تسلم يا قنال.. يا أبو رزق حلال». وفي عام 1989 أسست فرقة الطنبورة للفنون الشعبيّة بهدف جمع تراث البمبوطية، وإعادة إحياء أغانيهم ورقصاتهم التي كانوا يؤدونها في أثناء عملهم.